# 佐伯区
佐伯区（さえきく）は、広島市を構成する8つの行政区のひとつ。

## 地理
1985年（昭和60年）3月20日、旧佐伯郡五日市町を広島市に編入合併。五日市町全域をそのまま佐伯区として広島市8番目の行政区を設置した。その後、2005年（平成17年）4月25日に佐伯郡湯来町を合併し佐伯区に編入した。
広島市の西部に位置する。1980年代以降、都心に近く自然が豊かな特性を生かして北部の丘陵地域の宅地化が進み、広島市のベッドタウンとして発展した。単独町制時代は日本一の人口の町で、合併直後の国勢調査では100,026人であった。当初は旧佐伯郡廿日市町も区域に含める計画だったが、廿日市町の単独市制施行により断念した。2005年には旧佐伯郡湯来町を区域に編入して区の面積は約3.7倍となり、安佐北区に次ぐ2番目に広い行政区となった。
南部は瀬戸内海（広島湾）に面して八幡川下流域に平野が開け、北部は山地が占めている。
- 川
  - 太田川
  - 水内川（太田川の支流）
  - 八幡川
  - 岡ノ下川
  - 　石内川
- 山
  - 大峯山（標高1040m）
  - 湯来冠山（標高1004m）
  - 東郷山（標高977m）
  - 天上山（標高973m）
  - 極楽寺山（標高693m）

### 町名
旧五日市町の編入で、五日市町の名前は多くが消滅し地番も変更された。一部、五日市町の名を残す表示も存在する。
2005年4月25日の湯来町編入に伴い、旧湯来町の地名は以下の通り変更された。
- 「佐伯郡」を「広島市佐伯区」に置き換え、「大字」表記は残す。
  - 広島県佐伯郡湯来町大字○○ → 広島県広島市佐伯区湯来町大字○○
- 住居表示実施済の杉並台については、「佐伯郡湯来町」を「広島市佐伯区」に置き換える。
  - 広島県佐伯郡湯来町杉並台 → 広島県広島市佐伯区杉並台

旧五日市町区域
| - 旭園 - 石内上 - 石内北 - 石内南 - 五日市 - 五日市駅前 - 五日市港 - 五日市中央 - 五日市町石内 - 五日市町上小深川 - 五日市町下小深川 - 五日市町上河内 - 五日市町下河内 - 五日市町昭和台 - 五日市町寺田 - 五日市町中地 - 五日市町美鈴園 - 五日市町皆賀 - 海老園 - 海老山町 - 海老山南 | - 観音台 - 倉重 - 河内南 - 五月が丘 - 城山 - 新宮苑 - 隅の浜 - 千同 - 坪井 - 坪井町 - 藤垂園 - 利松 - 藤の木 - 三筋 - 美鈴が丘 - 美鈴が丘西 - 美鈴が丘東 - 美鈴が丘緑 - 美鈴が丘南 - 皆賀 | - 美の里 - 三宅 - 三宅町 - 薬師が丘 - 屋代 - 屋代町 - 八幡 - 八幡が丘 - 八幡東 - 吉見園 - 楽々園 旧湯来町区域 - 杉並台 - 湯来町大字下 - 湯来町大字白砂 - 湯来町大字菅沢 - 湯来町大字多田 - 湯来町大字葛原 - 湯来町大字伏谷 - 湯来町大字麦谷 - 湯来町大字和田 |

上記のうちニュータウンの西風新都に含まれている地区
- 五日市町石内
- 石内上　1丁目（石内北流通地区） - インター流通パーク
- 石内南　1丁目～5丁目（石内学研地区） - 広島ライセンスパーク「杜の街」
- 五月が丘　1丁目～5丁目
- 藤の木　1丁目～4丁目

## 人口の変遷
- 1985年　 100,026
- 1990年　 116,221
- 1995年　 124,618
- 2000年　 126,818
- 2005年　 134,022
- 2010年　 135,280
- 2015年　 136,699
- 2020年　 139,563

## 公共施設

### 文化施設
- 広島市立佐伯区図書館
  - 湯来河野閲覧室（旧、湯来町河野図書館）
- 区民センター
  - 佐伯区民文化センター
- スポーツ施設
  - 広島市佐伯区スポーツセンター
- 主要な公園
  - 広島市植物公園
  - 佐伯運動公園

### メディア
- ふれあいチャンネル西部支局（以前は「ケーブルシティ22」本社があった）
  - 以前はコミュニティ放送の五日市コミュニティ放送があったが、閉局している。

### 官公庁
- 広島市佐伯区役所
  - 湯来出張所
  - 砂谷連絡所
  - 美鈴が丘窓口連絡所
  - 五月が丘窓口連絡所
- 造幣局広島支局
- 広島県運転免許センター

警察
- 区内には2013年9月2日までは広島西警察署の交番・駐在所しかなかったが、現在は佐伯警察署があり、佐伯区全域を管轄している。
- 旧湯来町の警察の管轄は、以前は廿日市警察署だったが、佐伯区編入後は広島西警察署へ変更され、現在は上記の佐伯警察署が管轄している。

消防
- 広島市佐伯消防署

## 産業
主な産業は、旧五日市町区域は一般機械・窯業・土石、旧湯来町区域は農業・酪農が盛んである。特産品として、牛乳・山ふぐがある。
観光産業も盛んで、旧湯来町区域には湯来温泉、湯の山温泉があり、以前はひろしまドッグぱーくもあった。旧五日市町区域には楽々園遊園地が以前は存在していた。

### 佐伯区に本社を置く企業
- いすゞ自動車中国四国
- 学校法人鶴学園
- コベルコ建機（登記上の本店）
- マルニ木工
- 万惣
- 村上農園
- ルートツー（Triangle）

### 佐伯区に拠点を持つ企業
- 以前、明治製菓広島工場が、五日市駅周辺に存在していた。

### デパート・大規模商業施設
以下に記載する商業施設は大規模で広域集客力のある物に限定し、店舗の大まかな説明も記載している。百貨店はサテライト店舗でない物、ショッピングセンターは原則10,000m2以上としている。ただし、施設が集積しているなどしている場合は、例外的に掲載している場合も有る。
- 広電ファミリータウン楽々園（マックスバリュ楽々園店・ナイスディ・ホームセンター DCMダイキ楽々園店・ヤマダ電機 テックランド佐伯店） - 楽々園遊園地跡地に出来た商業施設。スーパー・専門店街・ホームセンター・電気店がある。
- THE OUTLETS HIROSHIMA - イオンモールが展開する新業態型店舗。西風新都に立地。専門店が約200店出店し、イオンシネマ広島西風新都や屋内スケートリンク、ボウリング場もある。2018年4月オープン。

## 教育

### 大学
私立
- 広島工業大学
  - 以前は広島工業短期大学だった

### 高等学校
公立
- 広島県立五日市高等学校
- 広島県立湯来南高等学校
- 広島市立美鈴が丘高等学校

私立
- 広島なぎさ高等学校

### 中学校
公立
| - 広島市立三和中学校 - 広島市立五日市観音中学校 - 広島市立五月が丘中学校 - 広島市立美鈴が丘中学校 - 広島市立五日市中学校 | - 広島市立五日市南中学校 - 広島市立城山中学校 - 広島市立湯来中学校 - 広島市立砂谷中学校 |

私立
- 広島なぎさ中学校

### 小学校
公立
| - 広島市立石内小学校 - 広島市立石内北小学校 - 広島市立河内小学校 - 広島市立八幡小学校 - 広島市立八幡東小学校 - 広島市立五日市観音西小学校 - 広島市立五日市観音小学校 - 広島市立五月が丘小学校 - 広島市立美鈴が丘小学校 | - 広島市立五日市中央小学校 - 広島市立五日市小学校 - 広島市立五日市東小学校 - 広島市立五日市南小学校 - 広島市立楽々園小学校 - 広島市立藤の木小学校 - 広島市立彩が丘小学校 - 広島市立湯来南小学校 - 広島市立湯来東小学校 |

私立
- なぎさ公園小学校

### 幼稚園
私立
| - 楽々園ルンビニ幼稚園 - 五月が丘幼稚園 - サムエル薬師が丘幼稚園 - 美鈴が丘サムエル幼稚園 | - ひろみ幼稚園 - 光禅寺幼稚園 - 藤の木幼稚園 - 杉並台幼稚園 |

### 保育園
公立
| - 石内保育園 - 河内保育園 - 五月が丘保育園 - 利松保育園 - 八幡東保育園 - 八幡保育園 - 千同保育園 - 坪井保育園 | - 三筋保育園 - 鈴峰園保育園 - 五日市中央北保育園 - 五日市駅前保育園 - 五日市南保育園 - 美の里保育園 - 湯来南保育園 - 湯来保育園 |

私立
| - 保育園花ぞの - 五日市乳児保育園 - にじ保育園 - 美鈴が丘サムエル保育園 | - ひまわりいしうち保育園 - エミール保育園 - サムエル薬師が丘保育園 |

## 交通

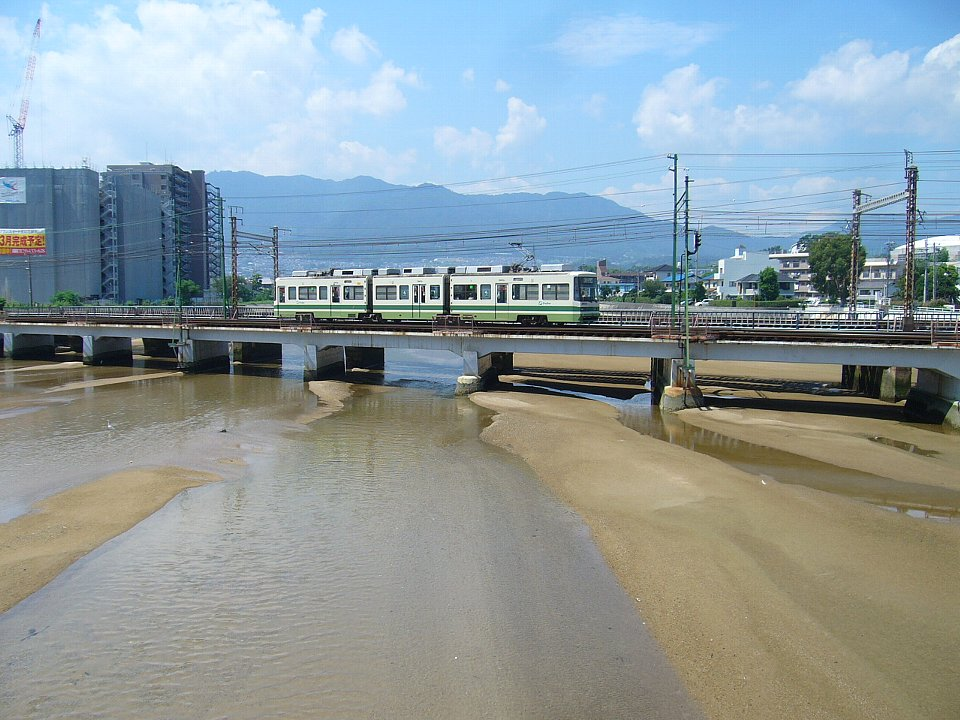
八幡川下流部、広島電鉄が渡る

### 鉄道
- 山陽本線（西日本旅客鉄道）
  - （広島・西広島方面） - 五日市駅 - （廿日市 - 宮島口方面）
- 広島電鉄宮島線
  - （紙屋町・広電西広島方面） - 広電五日市駅 - 佐伯区役所前駅 - 楽々園駅 - （広電廿日市・広電宮島口方面）

※ その他、山陽新幹線が広島駅 - 新岩国駅間で当区を通過しているが、殆どがトンネル区間である。
佐伯区五日市町石内に隣接する安佐南区大塚西に広域公園前駅があり、アストラムラインの他、高速バスや一般路線バスが発着する。

### 道路

#### 高速道路
- 山陽自動車道 五日市インターチェンジ
  - （広島IC方面 - 広島JCT 広島自動車道方面） - 五日市IC - （廿日市JCT 広島岩国道路 - 大野IC方面）

#### 一般国道
- 国道2号（宮島街道）：広島市西区方面 - 広島市佐伯区 - 廿日市市方面
  - 西広島バイパス：広島市西区方面 - 皆賀IC - 五日市東IC - 五日市西IC - 廿日市IC（広島岩国道路）方面
- 国道191号：一部区間が佐伯区湯来町大字下を経由（安芸太田町坪野に隣接）
- 国道433号：廿日市市上平良方面 - （七曲峠） - 佐伯区五日市町下河内 - 佐伯区湯来町 - 安芸太田町坪野（国道191号） - 安芸太田町加計方面
- 国道488号：廿日市市上平良 - （七曲峠） - 佐伯区五日市町下河内 - 佐伯区湯来町 - （狭路） - 廿日市市吉和方面

#### 主要地方道
- 広島県道41号五日市筒賀線：佐伯区海老橋西詰交差点（国道2号） - 佐伯区五日市町下河内 - 佐伯区湯来町 - 安芸太田町上筒賀
- 広島県道42号大竹湯来線：佐伯区湯来町 - 廿日市市河津原方面
- 広島県道71号広島湯来線：西区田方（西広島バイパス 田方ランプ - 草津沼田道路 沼田出入口） - 佐伯区五日市町石内（山陽自動車道 五日市IC） - 安佐南区（大塚西 - 伴中央 - 沼田町） - 佐伯区湯来町
- 広島県道77号久地伏谷線：佐伯区湯来町伏谷 - 安佐南区沼田町 - 安佐北区安佐町久地

#### 県道
- 広島県道177号下佐東線
- 広島県道199号五日市停車場線
- 広島県道265号伴広島線
- 広島県道290号原田五日市線（石内バイパス）
- 広島県道292号川角佐伯線
- 広島県道293号本多田佐伯線
- 広島県道304号中筒賀下線
- 広島県道461号白砂玖島線

#### その他道路
- 広島市道草津沼田線（草津沼田道路）：商工センター方面 - 沼田出入口（西区田方） - 広島市佐伯区五日市町石内 - 五日市IC（山陽自動車道） - 広島市安佐南区沼田町大塚駅北交差点
- 広島南道路：廿日市市木材港 - （広島はつかいち大橋） - 広島市佐伯区 - 広島市西区 商工センター出入口方面

### バス
広電バスが以下の路線バスを運行している。
- 1 五日市駅北口 - 地毛 - 薬師が丘団地 / 藤の木団地 / 彩が丘団地 / 東観音台団地 / ジアウトレット広島 / 五月が丘 / 市立大学前方面
- 2 五日市駅北口 - 中地 - 高井 - 山田団地 / 美鈴が丘高校
- 3 五日市駅南口 - 楽々園 - 五日市高校 - 東観音台団地
- 4 五日市駅南口 - 楽々園 - 地毛 - 湯来川角 - （杉並台団地） - 湯来南高校 - 湯来温泉 - 湯来ロッジ
- 28-1,28-2：山田団地 / 美鈴が丘高校 - 美鈴モール前 - 鈴が峰住宅・アルパーク方面
- 52号 西広島バイパス線（己斐経由）：山田団地 / 美鈴が丘高校 - 美鈴モール前 - 田方・古江・己斐・広島バスセンター方面
- 54号 西広島バイパス線（市役所経由）：山田団地 / 美鈴が丘高校 / 藤の木団地 / 彩が丘団地 - 美鈴モール前 - 田方・古江・市役所前・広島バスセンター方面
  - 54-9：五月が丘 - 山田入口 - 田方・古江・市役所前・広島バスセンター方面
- 55号 西広島バイパス線（市役所経由）：四季が丘 / 阿品台方面 - 坪井 - 波出石 - 皆賀上 - 鈴が台・鈴が峰住宅・市役所前・広島バスセンター方面
- 60,61号 五月が丘団地・免許センター・ジ アウトレット 広島・そらの線：そらの北 / ジアウトレット広島 - 免許センター / 藤の木団地 - 平岩陸橋 - （五月が丘） - 半板 - 広域公園前駅・広島バスセンター方面
- 62,63号 西風新都線：こころ南 / こころ西風梅苑 / （こころ産業団地） - セントラルシティ中央（佐伯区石内北） - 大塚駅・広島バスセンター方面
- ジアウトレット広島線：ジアウトレット広島 - 広域公園前駅 - 広島駅新幹線口
- 201,202号 西風みなとライン（2024年9月までの土日祝に社会実験運行、広電バス・広島バス共同運行）：免許センター - ジアウトレット広島 - 山田入口 - アルパーク・広島港桟橋方面
- 74号 三段峡線（佐伯区湯来町大字下を経由）：戸河内ICバスセンター・加計中央・坪野方面 - 林病院 - 久日市 - 下久日市 - （津伏） - 宇佐 - 安佐営業所・可部駅前方面

加計交通、ささき観光、エイチ・ディー西広島も路線バスを運行している。
- 加計交通[4]（佐伯区湯来町大字下を経由）
  - 病院線：戸河内IC・加計中央・坪野方面 - 林病院 - 久日市 - 下久日市 - （津伏） - 宇佐 - 昌原方面
- ささき観光[5]（佐伯区湯来町）
  - 宇佐線：湯来ロッジ前 - 宇佐
  - 雲出線：大谷 - 湯来ロッジ前 - 中打尾谷
  - 鹿の道線：正楽寺前 - 湯来川角 - 峠
- ボン・バス（エイチ・ディー西広島）[6]
  - 17 五月が丘・ジアウトレット線、大迫団地線：（五月が丘団地 / 免許センター） - ジアウトレット広島 - （そらの北） - （広電己斐団地） - 西広島駅 - （紙屋町・八丁堀）

ひろでんモビリティサービスが五日市湾岸地区のAIオンデマンドバス「SMART MOVER」（スマートムーバー）やジアウトレット広島から広島空港へのバスを運行している。
- ジ・アウトレット広島空港線[8]（ひろでんモビリティサービス）：ジ・アウトレット広島 - 広島空港

### 港
- 広島港五日市地区
- 五日市漁港（五日市メープルマリーナ、五日市漁港フィッシャリーナ） - プレジャーボートおよび漁船の係留地。

## 史跡・歴史的建造物
広島市の文化財(1)　有形文化財：建造物・広島市の文化財(10)　記念物：史跡・広島市の文化財(11)　記念物：名勝・広島市の文化財(12) 記念物：天然記念物・広島市の文化財(13)　登録文化財より。
- 史跡（県指定）
  - 湯之山旧湯治場
- 名勝（県指定）
  - 石ケ谷峡
- 天然記念物（県指定）
  - 神原のシダレザクラ
- 天然記念物（市指定）
  - 野登呂のカゴノキ
  - 重光神社のカヤ
  - 大歳神社のムクロジ
- 重要有形民俗文化財（国指定）
  - 湯ノ山明神旧湯治場

## 名所・観光スポット・祭事・催事・マスコットキャラクター
名所
- 湯来温泉
- 湯の山温泉
- 四本杉（森の巨人たち百選）

観光スポット
- ヴォーリズロッジ

催事
- 八幡川リバーマラソン

祭事
- 湯の山温泉桜まつり（4月）
- 湯来温泉ホタルまつり（7月）

### マスコットキャラクター
- さえき景弘くん

## 佐伯区出身の有名人

### スポーツ
- 新井良太（広島東洋カープコーチ）
- 有原航平（福岡ソフトバンクホークス投手）
- 織田秀和（サッカー選手・実業家）
- 小原秀男（サッカー選手）
- 清水康次（元陸上競技選手）
- 田口麗斗（東京ヤクルトスワローズ投手）
- 為末大（元陸上競技選手）
- 徳本一善（元陸上競技選手・駿河台大学監督）
- 前田耕司（元プロ野球選手）
- ケビン山崎（スポーツトレーナー）
- 山本浩二（野球解説者、元広島東洋カープ選手・監督、2013年WBC日本代表監督）

### 文化
- エドツワキ（イラストレーター）
- 大植英次（クラシック指揮者）
- 織田啓一郎（小説家）
- 小山田浩子（小説家）
- 新藤兼人（映画監督）
- 諏訪敦彦（映画監督）
- 高田雅博（CMディレクター、映画監督）
- 丹古晴己（作詞家）
- 永井建子（大日本帝国陸軍軍人、作曲家、音楽家）
- 山崎隆之（将棋棋士）
- 島原帆山（尺八奏者、人間国宝）
- 吉本直志郎（作家）

### 政治・経済
- 海塚新八（広島銀行専務取締役、広島貯蓄銀行取締役頭取、広島米取引所理事、海老屋店主）
- 佐上信一（岡山県知事、長崎県知事、京都府知事、北海道庁長官）
- 正田守（元医師、元県議会議員）
- 中村是公（政治家）
- 湯崎英彦（第17代広島県知事）
- 木村亮平（フロアディレクター、会社経営者、広島ラーメン会、大学講師）

### マスコミ
- 児玉勝司（広島テレビ放送、アナウンサー）

### 芸能
- 桝本壮志（放送作家）
- わたなべ麻衣（モデル、タレント）

## 市外局番・郵便番号
- 市外局番は以下の通り。
  - 湯来町下の一部：0826（加計MA。市内局番は20〜39）
  - 杉並台・湯来町（下の一部を除く）：0829（廿日市MA。市内局番は20、30〜40、44〜59、70〜89）
  - 上記以外の区域：082（広島MA。市内局番は200〜299、500〜599、800〜909、921〜929、941〜943、960〜969、990〜999）
- 郵便番号は以下の通り。
  - 安芸五日市郵便局：731-51xx
  - 砂谷郵便局：738-05xx
  - 水内郵便局：738-06xx、738-07xx[注釈 1]